# Ашворт, Джеймс
Джеймс Томас Дуэйн Ашворт (англ. James Thomas Duane Ashworth; 26 мая 1989, Корби, Нортгемптоншир, Восточный Мидленд, Англия, Великобритания — 13 июня 2012, Нахри-Сарадж, Гильменд, Афганистан) — британский военнослужащий, младший капрал Гренадерской гвардии Британской армии. Кавалер креста Виктории.
Родился в семье военного, с детства увлекался спортом. В составе Гренадерской гвардии он служил в нескольких странах и был переведён на службу в Афганистан. 13 июня 2012 года при проведении операции по уничтожению снайпера Талибана в вилаяте Гильменд батальон Ашворта сразу же после высадки попал под ожесточённый огонь противника. В этой обстановке он добровольно вызвался выступить отвлекающим объектом для неприятеля. В результате этого манёвра товарищи Джеймса смогли выйти из-под вражеского огня и начать контратаку. В этот момент Ашворт снова выступил добровольцем для броска последней гранаты в одну из хижин для уничтожения засевшего там снайпера. При замахе на корточках у стены он был сражён вражеской пулей и погиб от взрыва гранаты. Боевики были убиты подоспевшими на помощь товарищами Ашворта. За героические действия на поле боя Джеймс Ашворт был награждён крестом Виктории, став 14-м солдатом, удостоенным этой награды после окончания Второй мировой войны и 2-м за войну в Афганистане.

## Биография

### Молодые годы
Джеймс Ашворт родился 26 мая 1989 года в Корби в английском графстве Нортгемптоншир, в семье Дуэйна и Керри Ашворт. У него были сестры Лорен и Пейдж, братья Карл и Корэн, который стал солдатом Армии в Северной Ирландии. Также у него была племянница Дарси.
Джеймс учился в Технологическом колледже Лодж-Парк в Корби. Будучи спортсменом и болельщиком футбольного клуба «Тоттенхэм Хотспур», Джеймс играл за местную футбольную команду недалеко от своего дома, а также любил проводить время с друзьями.

### Военная служба
В 2006 году, в возрасте 17 лет, Джеймс вступил в Британскую армию по примеру своего отца, служившего ранее в Гренадерской гвардии. Он прошёл обучение в Пехотном тренировочном центре в Каттерике перед зачислением в Неймегенскую роту Гренадерской гвардии, ориентированную на выполнение общественных обязанностей и проведение государственных торжественных мероприятий в Лондоне. Во время тура во Францию Джеймс играл за футбольную команду своего батальона и с большим интересом следил за матчами «Тоттенхэма». Среди своих друзей по службе он был известен как «Нежный гигант».
В то же время он был охарактеризован как способный стать десантником и был назначен в Гвардейский парашютный взвод 3-го батальона Парашютного полка. За три года службы во взводе, Ашворт принял участие в операции «Херрик» и был задействован в учениях за рубежом в трёх странах — Белизе, Норвегии и Кении. После этого подразделение было переведено в Канаду, а затем развёрнуто в Афганистане.

### Бой в вилаяте Гильменд

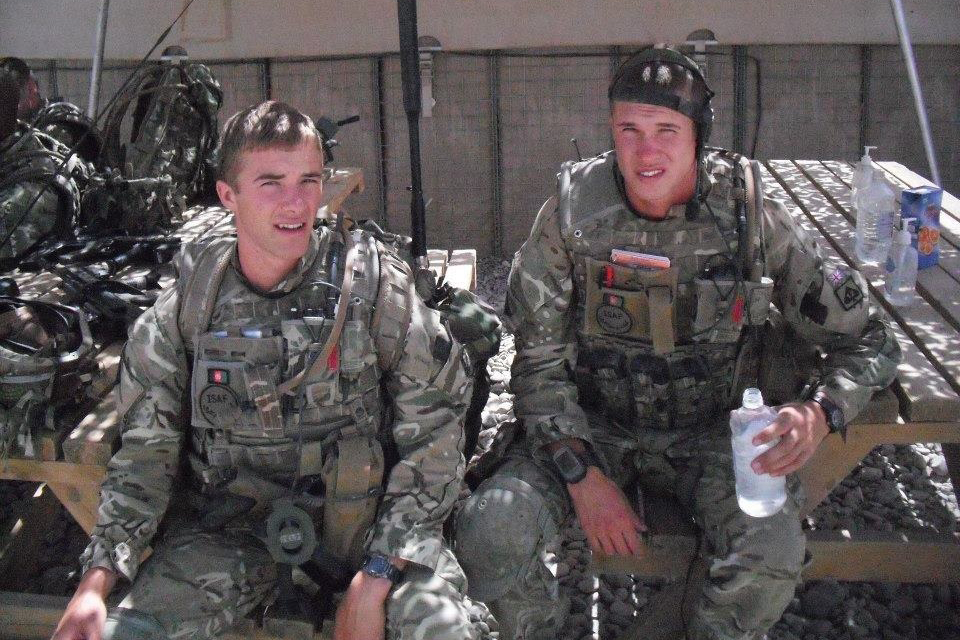
Ашворт (справа) с товарищем в Афганистане

13 июня 2012 года младшему капралу Джеймсу Ашворту в составе разведывательного взвода 1-го батальона Гренадерской гвардии была поставлена задача нейтрализовать снайпера-боевика, ранившего трёх британских солдат за предыдущие дни в округе Нахри-Сарадж афганского вилаята Гильменд. Примерно в 16 часов 30 минут, сразу после высадки с вертолётов «Chinook», они попали под ожесточённый огонь боевиков в местной деревне. Два боевика были уничтожены, но Афганская местная полиция не смогла предпринять новую атаку, так как отступающий враг убил патрульного. После этого, Ашворт повёл своё звено на 300-метровый бросок в центр позиций неприятеля, и его команда попала под обстрел боевиков Талибана из нескольких землянок, вооружённых винтовками и гранатомётами. Ашворт сознательно выступил в качестве мишени, обеспечивая прикрытие своей команде, следующей позади него. После уничтожения большей части боевиков его командой, Ашворт добровольно вызвался начать преследование последнего из них. Он пополз вперёд на животе под прикрытием низкой стены у хижины, а его команда открыла заградительный огонь в качестве отвлечения противника. Находясь в 5 метрах (16 футов) от снайпера, Ашворт совершил замах при попытке бросить последнюю из имеющихся гранат в дверной проём хижины, однако боевик выстрелил ему в грудь. Джеймс сразу потерял сознание, а граната взорвалась рядом с ним, причинив серьёзные осколочные ранения тела и головы. Два других солдата были тяжело ранены, прежде чем боевик был наконец убит.

### Обстоятельства гибели и похороны
После окончания сражения, Ашворт был доставлен в госпиталь Кэмп Бастион, где несмотря на оказание неотложной медицинской помощи, в 19 часов минут 40 вечера была констатирована его смерть в возрасте 23 лет, На тот момент, он стал 418 членом британских сил, погибшим на войне в Афганистане с октября 2001 года. Тело Джеймса было репатриировано в Великобританию, где 21 июня на базе Королевских ВВС «Бриз-Нортон» состоялась соответствующая церемония. Прощание прошло 3 июля в Церкви Богоматери в Корби. Тело было кремировано в Кеттерингском крематории, а прах захоронен на кладбище Шир-Лодж в Корби.

### Реакция общественности и расследование причин смерти
Министр обороны Филип Хэммонд сказал, что «был глубоко опечален известием о смерти младшего капрала Ашворта, который, несомненно, был верным, мужественным и профессиональным солдатом, с ярким армейским будущим впереди. Смерть младшего капрала Ашворта стала большой потерей для армии. В это трудное время мои мысли с его семьёй и друзьями — у них есть все основания для того, чтобы чрезвычайно гордиться его личными и профессиональными достижениями». Командир взвода капитан Майкл Доббин сказал о Ашворте, что «его профессионализм под давлением и способность сохранять спокойствие в хаотических ситуациях являлись свидетельством его характера. Младшим капралом Ашвортом было приятно командовать, и мне будет очень не хватать его успокаивающего влияния на поле боя. Он легко подходил к каждой порученной ему задаче».
Джеймс оставил после себя подругу Эмили, с которой жил вместе в Кетеринге. Его мать Керри сказала, что боль от его смерти сильна, но награда сделала её «абсолютно счастливой» — «я скучаю по его улыбке. У него была лучшая улыбка из всех кто мог её иметь. Он всегда улыбался… и его объятия. Я просто его так много люблю», добавив, что «я не думаю, что есть какие-либо слова, чтобы описать, как я чувствую себя, но я очень, очень горжусь. Я не говорю, что это сделало меня более терпимой, но это сильное чувство. Он умер делая работу, которую он любил делать. Это помогает преодолеть тяготы ухода Джеймса, но он никогда не будет забыт. Он является частью истории полка, он является частью сегодняшней истории, тем, чего он достиг». Отец Дуэйн рассказал о своём гневе, услышав, как солдаты рискуют своей жизнью, отметив, что «мы можем построить дополнительные землянки, но никто не может вернуть своего сына. Это очень трудно. Джеймс был поставлен в ещё более серьёзную угрозу из-за отсутствия основного комплекта вооружения». Брат Корэн признался в том, что «здорово видеть, что Джеймс получил признание, которого он заслуживает. Как сказала моя мать, это стало доказательством, что он погиб не напрасно, у его смерти было предназначение. Он спасал жизнь своих друзей. Я думаю, что это самое главное. Я знаю, это не поможет вернуть его назад, но поможет нам примириться с его потерей», и поделился воспоминанием о совместном детстве: «наш дед и его брат всегда были огромными фанами Шпор. Дед усаживал нас рядом с ним и начинал нам рассказывать, как играли во времена его молодости. Джеймс всегда был заядлым любителем футбола и тогда началось его страстное боление за Шпор. По наследству. Будучи родом из Мидлэндс, мы всегда стараемся посетить как можно больше выездных матчей в наших краях».
1 августа 2013 года, по итогам расследования обстоятельств гибели Ашворта и проведения посмертной экспертизы, коронер Нортгемптоншира Энн Пембер заявила, что его смерть наступила в результате травм, причинённых взрывом его собственной гранаты. Она отметила, что Ашворт добровольно вызвался бросить последнюю имеющуюся гранату, и присев на корточки перед броском, был сражён пулей из автомата противника, после чего выронил гранату, добавив, что его подвиг не подлежит сомнениям.

### Награждение крестом Виктории
После смерти Ашворта, его товарищи единогласно решили представить его к кресту Виктории. 16 марта 2013 года британские СМИ сообщили о том, что Ашворт был посмертно награждён крестом Виктории за храбрость, и 18 марта эта информация была подтверждена Министерством обороны. Основание для награждения было зачитано вслух Командиром Сухопутных войск генерал-лейтенантом Эдрианом Брэдшоу в казармах Гренадерской гвардии в Олдершоте в присутствии семьи Ашворта. 22 марта основание было опубликовано в официальном вестнике правительства Великобритании — «The London Gazette», среди 118 других представлений Специального награждения.

Сент-Джеймсский дворец, Лондон SW1
22 марта 2013 года
Королева милостиво одобрила награждение Крестом Виктории:
АРМИЯ
Младший капрал Джеймс Томас Дуэйн Ашфорт, Гренадерская гвардия, 25228593 (убит в бою).
13 июня 2012 года, заметное мужество младшего капрала Ашворта в составе Разведывательного Взвода 1-го батальона Гренадерской Гвардии, возглавившего свой взвод в поворотный момент под огнём, привело к разгрому определенной группировки противника в районе Нахри-Сарадж провинции Гильменд.
На операции по нейтрализации опасной команды снайпера повстанцев, два самолета Разведывательного Взвода во время приземления получили повреждения от огня противника. Невозмутимый Ашворт — молодой и неопытный унтер-офицер — бросился 300 метров с звеном в центр деревни под повстанческой властью. Несмотря на то, что двое боевиков были убиты и ещё две снайперские винтовки захвачены в первом нападения, последующие атаки Афганской местной полиции были заведены в тупик, когда убегающим врагом был застрелен патрульный. Вызвавшись вперед для того, чтобы подавить нападение, Ашворт настоял на переходе передних частей своего звена в погоню. Подойдя к входу в место, из которого бушевал огонь вражеского пулемета, он перешагнул через тело мертвого патрульного, бросил гранату и рванулся вперед. Ворвавшись в соединение, Ашворт быстро выбил боевиков из здания, и начал свой упорный последний бой.
Деревня стала главной целью для боевиков, отчаянно пытавшихся вызволить из окружения свою ценную снайперскую команду. Взводу нужно было задержать или убить последнего снайпера, который давил на лидера огневой группы, и уйти как можно быстрее. Ашворт понял, что патовую ситуацию необходимо разрешить, и предпринял быстрые действия. Он увидел низкую стену, шедшую параллельно переднему флигелю, из которого стрелял боевик. Хоть она была только по колено, он решил, что стена может предоставить ему простое достаточное укрытие для достаточно близкого подхода к боевику, для точного применения своей последней гранаты. Как только он начал ползти за стеной в сторону врага, ожесточенный огонь пошёл чуть выше его простёршегося тела. Не испугавшись неожиданной опасности — значительная часть его маршрута была скрыта от поля зрения, но не от огня — Ашворт продолжил своё кропотливое движение вперед. После трех минут неспешного передвижения ползком при исключительно жестоком автоматическом огне, он продвинулся вперёд на пятнадцать метров и вошёл в радиус пяти метров от боевика. Отчаявшись в том, чтобы преуспеть в точном броске гранаты, он сознательно выполз из укрытия на виду у врага, чтобы получить лучший угол для броска. Вражеские выстрелы начали рвать землю в нескольких сантиметрах от его тела, и все же он не отшатнулся. Затем, собравшись бросить гранату, он был сбит вражеским огнём и погиб на месте происшествия. Заметное мужество Ашворта побудило взвод завершить атаку соединения.

Несмотря на жестокость сопротивления боевиков, Ашворт отказался убежать. Его полное игнорирование собственной безопасности в обеспечении точного броска гранаты стало отважным и последним действием солдата, ранее неоднократно и охотно ставившим себя на линию огня в атаке. Это в высшей степени мужественное и вдохновляющее действие достойно наивысшего признания.
Оригинальный текст (англ.)St James’s Palace, London SW1
22 March 2013
The Queen has been graciously pleased to approve the
award of the Victoria Cross to the under-mentioned:
Victoria Cross
ARMY
Lance Corporal James Thomas Duane Ashworth, Grenadier Guards, 25228593 (killed in action).
On the 13th June 2012 the conspicuous gallantry under fire of Lance Corporal Ashworth, a section second-incommand in 1st Battalion Grenadier Guards Reconnaissance Platoon, galvanised his platoon at a pivotal moment and led to the rout of a determined enemy grouping in the Nahr-e-Saraj District of Helmand Province.
The two aircraft inserting the Reconnaissance Platoon on an operation to neutralise a dangerous insurgent sniper team, were hit by enemy fire as they came into land. Unflustered, Ashworth – a young and inexperienced noncommissioned officer – raced 300 metres with his fire-team into the heart of the insurgent dominated village. Whilst two insurgents were killed and two sniper rifles recovered in the initial assault, an Afghan Local Police follow-up attack stalled when a patrolman was shot and killed by a fleeing enemy. Called forward to press-on with the attack, Ashworth insisted on moving to the front of his fire team to lead the pursuit. Approaching the entrance to a compound from which enemy machine gun fire raged, he stepped over the body of the dead patrolman, threw a grenade and surged forward. Breaking into the compound Ashworth quickly drove the insurgent back and into an out-building from where he now launched his tenacious last stand.
The village was now being pressed on a number of frontsby insurgents desperate to relieve their prized sniper team. The platoon needed to detain or kill the final sniper, who had been pinned down by the lead fire team, and extract as quickly as possible. Ashworth realised that the stalemate needed to be broken, and broken quickly. He identified a low wall that ran parallel to the front of the outbuilding from which the insurgent was firing. Although only knee high, he judged that it would provide him with just enough cover to get sufficiently close to the insurgent to accurately post his final grenade. As he started to crawl behind the wall and towards the enemy, a fierce fire fight broke out just above his prostrate body. Undaunted by the extraordinary danger – a significant portion of his route was covered from view but not from fire – Ashworth grimly continued his painstaking advance. After three minutes of slow crawling under exceptionally fierce automatic fire he had edged forward fifteen metres and was now within five metres of the insurgent’s position. Desperate to ensure that he succeeded in accurately landing the grenade, he then deliberately crawled out from cover into the full view of the enemy to get a better angle for the throw. By now enemy rounds were tearing up the ground mere centimetres from his body, and yet he did not shrink back. Then, as he was about to throw the grenade he was hit by enemy fire and died at the scene. Ashworth’s conspicuous gallantry galvanised his platoon to complete the clearance of the compound.

Despite the ferocity of the insurgent’s resistance, Ashworth refused to be beaten. His total disregard for his own safety in ensuring that the last grenade was posted accurately was the gallant last action of a soldier who had willingly placed himself in the line of fire on numerous occasions earlier in the attack. This supremely courageous and inspiring action deserves the highest recognition.

21 мая в ходе частной церемонии награда была вручена семье Ашворта Королевой Елизаветой II в Букингемском дворце. Мать Ашворта отметила, что не могла преодолеть эмоции и разрыдалась после того как королева сказала ей, как она должна быть горда Джеймсом.
Крест Виктории является самой высокой британской военной наградой за храбрость, утверждённой 29 января 1856 года и впервые присуждённой за действия в Крымской войне. Награда отливалась из бронзы пушек, захваченных у русских войск при осаде Севастополя. Королева Виктория лично выбрала надпись на аверсе «За Доблесть». Джеймс Ашворт стал 1361-м кавалером креста, 3-м награждённым после Фолклендской войны, 2-м во время вторжения Талибана после Брайана Бадда в 2006 году и 14-м — после окончания Второй мировой войны. Следующим кавалером стал Джошуа Лики (прижизненно в 2015 году).

## Награды
Младший капрал Джеймс Ашворт был удостоен трёх наград: крест Виктории, медаль оперативной службы в Афганистане с пряжкой «Афганистан», медаль Бриллиантового юбилея королевы Елизаветы II.

## Память

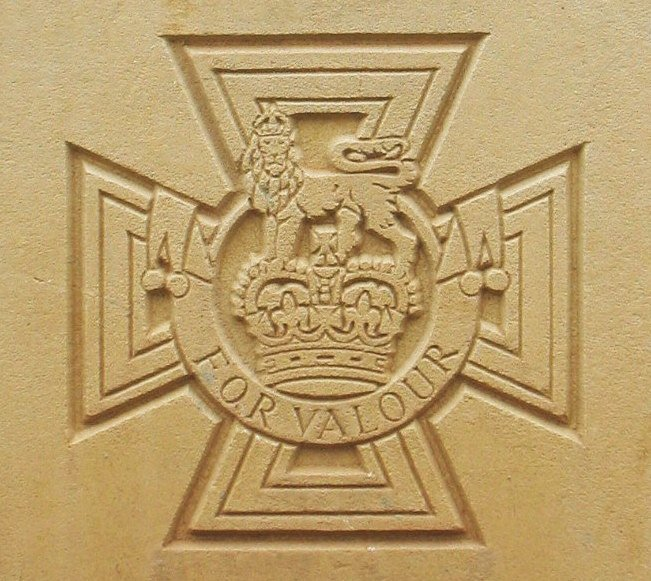
Изображение креста Виктории, одобренное для размещения на надгробиях

В апреле 2013 года было проведено заседание Городского совета Корби, все члены которого согласились назвать улицу в честь Джеймса Ашворта. После долгих обсуждений вместе с его семьёй, 29 июня именем Ашворта была названа площадь, на которой ежегодно проходят памятные мероприятия, поднимается памятный флаг в годовщину смерти солдат, убитых на Первой мировой войне, а также организовываются рождественские ярмарки. В том же году отец Ашворта Дуэйн стал активистом фонда «Victoria Cross Trust», восстанавливающего надгробия на могилах кавалеров креста Виктории, так как «я был бы абсолютно опустошён, если через 80 лет могила Джеймса будет в том же состоянии, что некоторые из могил в настоящий момент».
С 22 по 27 апреля семья Джеймса, его друзья и сослуживцы проехали на велосипедах 650 км от Эдинбурга до Лондона в память о нём и для сбора средств в фонд «Помощь Героям». Велопробег повторился и в августе 2014 года. 5 июля имя Ашворта было увековечено в Национальном мемориальном дендрарии в Стаффордшире. 10 ноября Корэн Ашворт вынес на поле стадиона «Уайт Харт Лейн» в Лондоне венок в память о брате перед матчем «Тоттенхэма» и «Ньюкасла». В ноябре в Академии Лодж-Парк был открыт «Дом Ашворта», рассчитанный на 200 студентов.
С 17 по 22 августа 2014 года общественные активисты фонда «Forces Support» благоустроили сад семьи Эшворта в Корби, украсив его цветниками, а также установив беседку с мемориальной доской и первым надгробием с могилы Джеймса с надписью «Наш павший солдат стал яркой звездой». 14 ноября Ашворту была присвоена «Награда Джона Уайзмана» Академии Лодж-Парк. Именем Джеймса был назван военный музей в Донкастере под названием «Казармы Ашворта», открывшийся 25 ноября, в котором в числе других экспонатов хранятся его ботинки и берет.